# Зворыкин, Иван Дмитриевич
Ива́н Дми́триевич Зворы́кин (26 января [7 февраля] 1870, Муром, Владимирская губерния — 27 июля 1932, Кострома, Ивановская Промышленная область) — русский и советский инженер, изобретатель быстроходной льнопрядильной машины для мокрого прядения льна, Герой Труда (1928).

## Биография
Родился в купеческой семье.
Окончил Муромское реальное училище и Императорское техническое училище.
Трудовую деятельность начал на текстильных предприятиях в Вязниках и Кохме.
В 1906 году за революционную работу был арестован и сослан в Великий Устюг, год находился в ярославской тюрьме.
После освобождения, с 1913 года, работал в Муроме на Слободской льнопрядильной фабрике, стал её директором. Затем переехал в Кострому, где стал директором Большой Костромской льняной мануфактуры.
В 1923−1928 годах Зворыкин унифицировал веретено, сведя 200 видов веретен и рогулек к 12 образцам веретен и 9 образцам рогулек (всего 21 вид).
В 1924 году сконструировал первую передвижную быстроходную льнопрядильную машину с подвесными рогульками, что произвело переворот в льнопрядильном деле. Кроме того, 3ворыкин разработал новый способ автоматической крестовой мотки, сконструировал аппарат для беления пряжи, котлы для варки льняной ткани в расправку, тростильную и другие машины.
В ноябре 1928 года был удостоен звания Героя Труда и одновременно награждён орденом Трудового Красного Знамени. В 1930 году стал членом ВЦИК.
Умер 27 июля 1932 года в Костроме. В обелиске, установленном на территории предприятия, замурована урна с прахом Зворыкина.
По проекту Зворыкина в Костроме в 1936 году был построен Государственный всесоюзный льнокомбинат, которому было присвоено его имя.
Братья: Михаил и Борис.

## Память
- Имя Зворыкина присвоено построенному по его проекту льнокомбинату в Костроме.
- В обелиске, установленном на территории комбината, замурована урна с его прахом.

## Награды
- Герой Труда (1928)[2]
- Орден Трудового Красного Знамени (1928)[2]